# ولهایم
ولهایم (به آلمانی: Wellheim) یک شهر در آلمان است که در آیشتت واقع شده‌است.

## خصوصیات
ولهایم ۳۳٫۸۱ کیلومترمربع مساحت دارد ۴۰۰ متر بالاتر از سطح دریا واقع شده‌است.